# Fänrikstjärnen
Fänrikstjärnen är en sjö i Åsele kommun i Lappland och ingår i Gideälvens huvudavrinningsområde. Sjön har en area på 0,0373 kvadratkilometer och ligger 340,6 meter över havet.

## Delavrinningsområde
Fänrikstjärnen ingår i det delavrinningsområde (712256-160989) som SMHI kallar för Inloppet i Lanaträsket. Medelhöjden är 348 meter över havet och ytan är 13,9 kvadratkilometer. Räknas de 25 avrinningsområdena uppströms in blir den ackumulerade arean 168,57 kvadratkilometer. Lavsjöån som avvattnar avrinningsområdet har biflödesordning 2, vilket innebär att vattnet flödar genom totalt 2 vattendrag innan det når havet efter 139 kilometer. Avrinningsområdet består mestadels av skog (91 procent). Avrinningsområdet har 0,63 kvadratkilometer vattenytor vilket ger det en sjöprocent på 4,5 procent.